# 萬壽山龍泉寺
22°39′N 120°16′E / 22.65°N 120.27°E
龍泉寺，原名湧泉寺，亦名喝水巖，是位於臺灣高雄市鼓山區龍井里的一間佛教古剎，於清治乾隆九年（1744年）所創建，屬於禪門臨濟宗法脈。座落於壽山山麓，坐西面東，可鳥瞰高雄市區的市景。

## 歷史
福建漳州高僧經元大師始建於清乾隆9年（1744年）。該寺名由來，乃因寺後之龍目井，源自於打鼓山的「龍巖冽泉」，故名「湧泉寺」。又因龍目井之水，大旱不涸，故湧泉寺亦稱「喝水巖」。據清嘉慶四年己未歲貢生章甫所撰的「遊湧泉寺」與「喝水巖」二詩為證。清光緒17年（1891年） 龍泉寺遭祝融焚燬泰半，翌年雖有邑紳施阿民倡議重修，但因經費不足而未復舊觀。
日治時期大正12年（1923年），日僧東海宜誠得台灣總督府許可，由地方人士李榮等人於原址鳩資創建，並命名為「龍泉寺」，東海宜誠亦為首任住持。龍泉寺自此成為臨濟宗妙心寺派在南部的布教中心。今舊大殿格局大致上保留大正12年（1923年）建寺的樣貌，初係茅舍，後改瓦屋，殿後為壽山，左有功德堂，左前方有祖堂，殿右有舍利殿。寺方後來在龍泉寺舊大殿後方，建了一座大雄寶殿。大雄寶殿為中國北方宮殿式建築。
民國60年（1971年）1月20日，臺灣水泥公司高雄廠開拓萬壽山運石道路時，發掘出一塊酷似神像之奇石，善男善女稱之謂「觀音佛石像」，特於民國64年（1975年）集資在該寺興建圓通寶殿供奉之，古剎勝地，憑添瑰寶，引起香火空前。

## 建築

### 舊大殿
興建於1923年，主祀觀音大士，釋迦牟尼佛，彌勒菩薩，阿難尊者，迦葉尊者，韋馱菩薩，伽藍菩薩，殿內兩側畫有十八羅漢壁畫。
1979年曾被指定為中華民國內政部暫定古蹟，後來遭取消古蹟資格。

### 新殿（大雄寶殿）
位於舊大殿後方山上，主祀華嚴三聖（釋迦牟尼佛、文殊菩薩、普賢菩薩），配祀韋馱菩薩，伽藍菩薩，十八羅漢。

### 新殿 （三聖寶殿）
位於大雄寶殿上面，主祀西方三聖（阿彌陀佛、觀世音菩薩、大勢至菩薩）。

### 新殿 （法華殿）
位於大雄寶殿左側，主祀妙德菩薩、妙見菩薩與毘盧觀音菩薩。

### 新殿 （華嚴殿）
位於大雄寶殿右側，主祀佛母孔雀明王菩薩與不動明王。

### 祖堂
位於三聖寶殿左方，主祀龍泉寺開山祖師及歷代高僧蓮位，龍泉亭旁，隆道法師興建的舊祖堂則已在2014年拆除。

### 圓通寶殿
位於般若講堂後方，興建於1977年，一樓主祀藥師佛；二樓主祀鐘乳石送子觀音，配祀十八羅漢；三樓主祀準提菩薩。

### 般若講堂
位於舊大殿左方，由隆道法師於1945年接任住持後興建。

### 龍泉亭（池亭）[2]
已在2014年拆除，改建為停車場與「清涼亭」。

### 慈壽塔
1964年興建，由住持隆道法師親自設計與督工，為存放先人靈骨之處。

## 歷史文物
- 日治時期大正十四年（1925年）「妙相莊嚴」匾額
- 日治時期昭和六年（1931年）古鐘 高雄市北野町胡知頭敬獻
- 「龍聽經馬駝經佛門佔此地，泉卓錫鶴飛錫法界護諸天」對聯 丙寅年孟春吉旦 旗後蔡權叩謝

## 定期法會
- 每月第一星期日：地藏法會
- 每月第二星期日：八關齋戒
- 每月第三星期日：水懺法會
- 農曆二月十九日：觀音聖誕法會。
- 農曆四月初八日：浴佛法會。
- 農曆六月十九日：觀音成道法會。
- 農曆九月十九日：觀音出家法會。

## 圖片輯

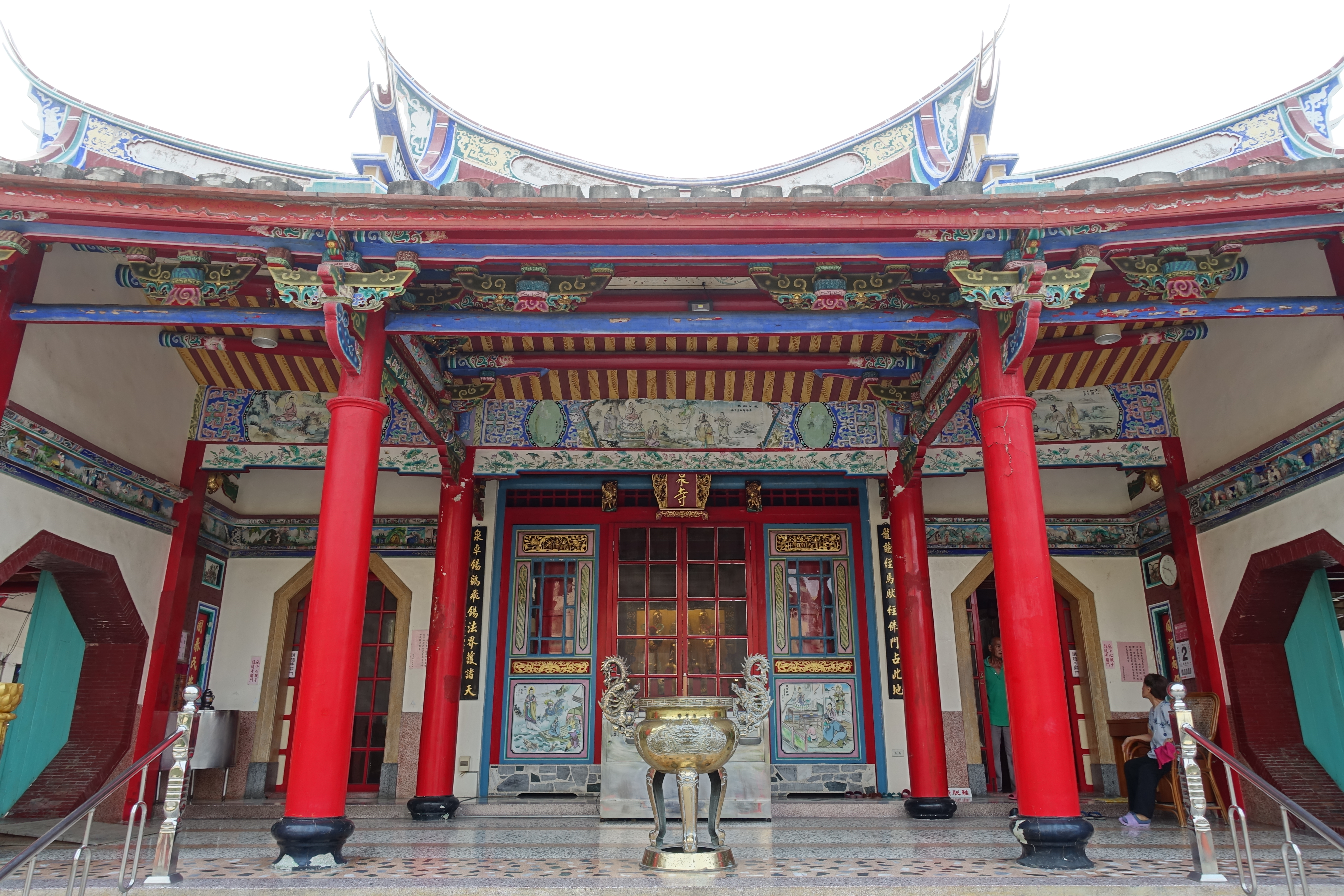
舊大殿
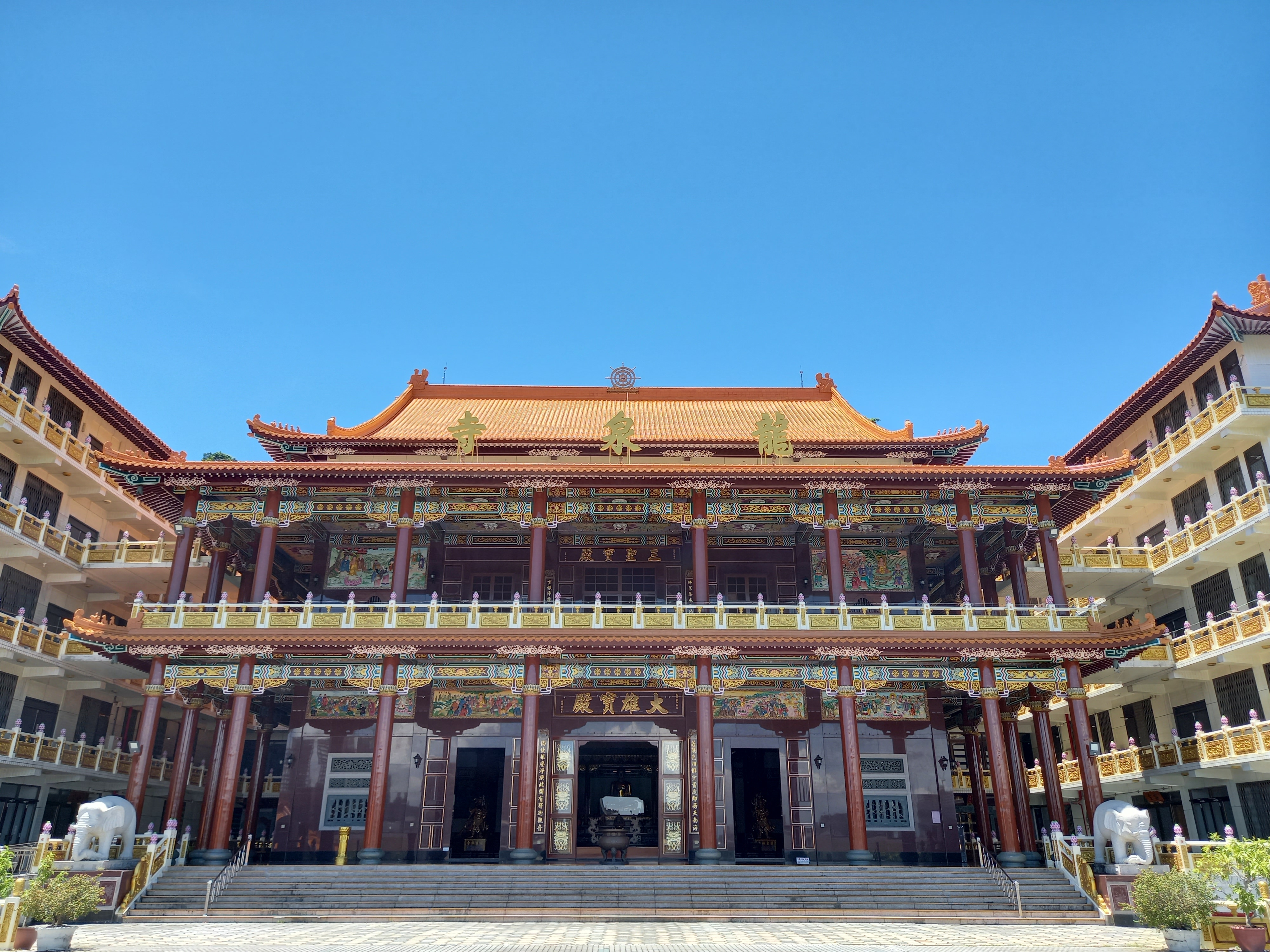
新大殿（大雄寶殿和三聖寶殿）
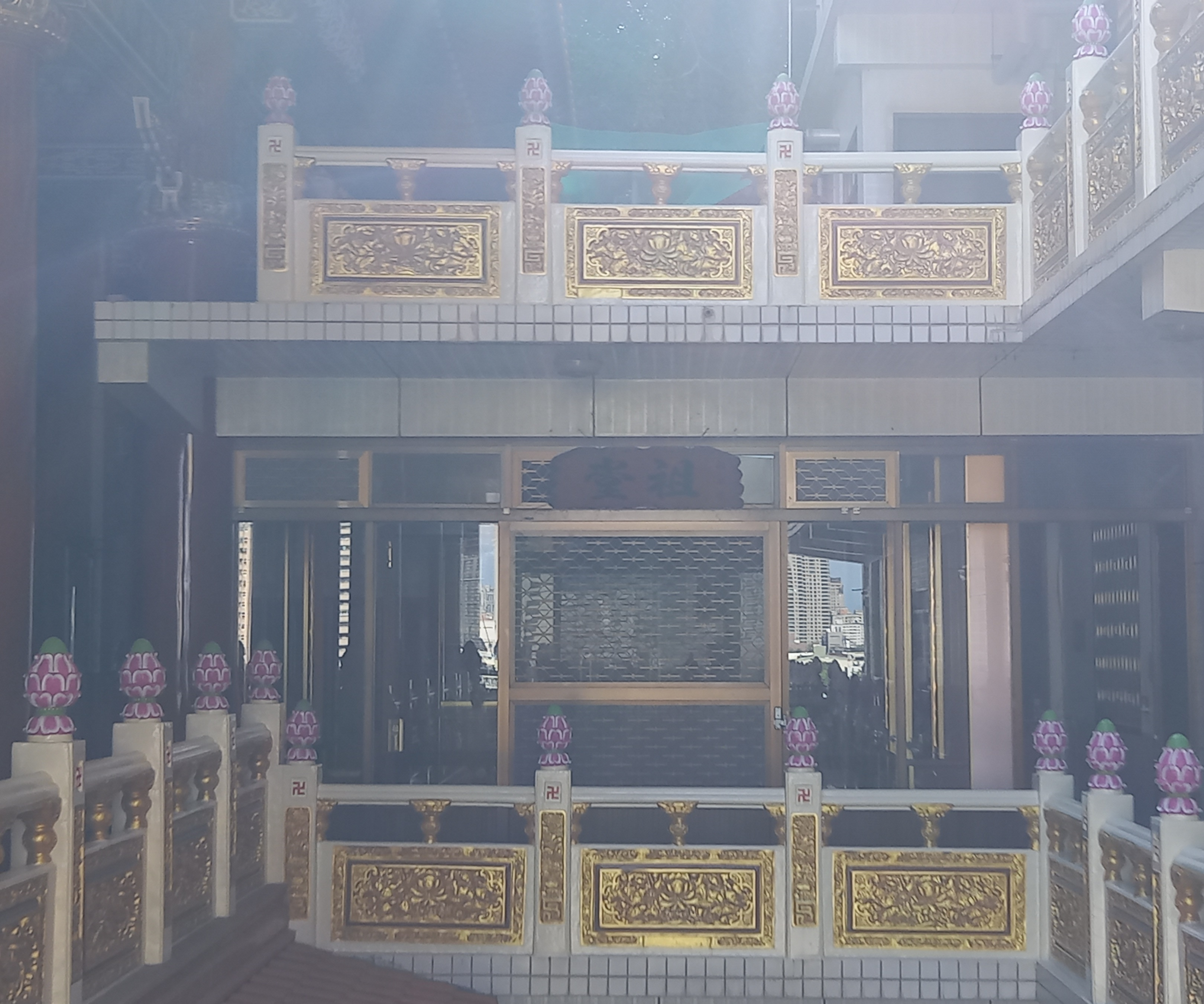
祖堂
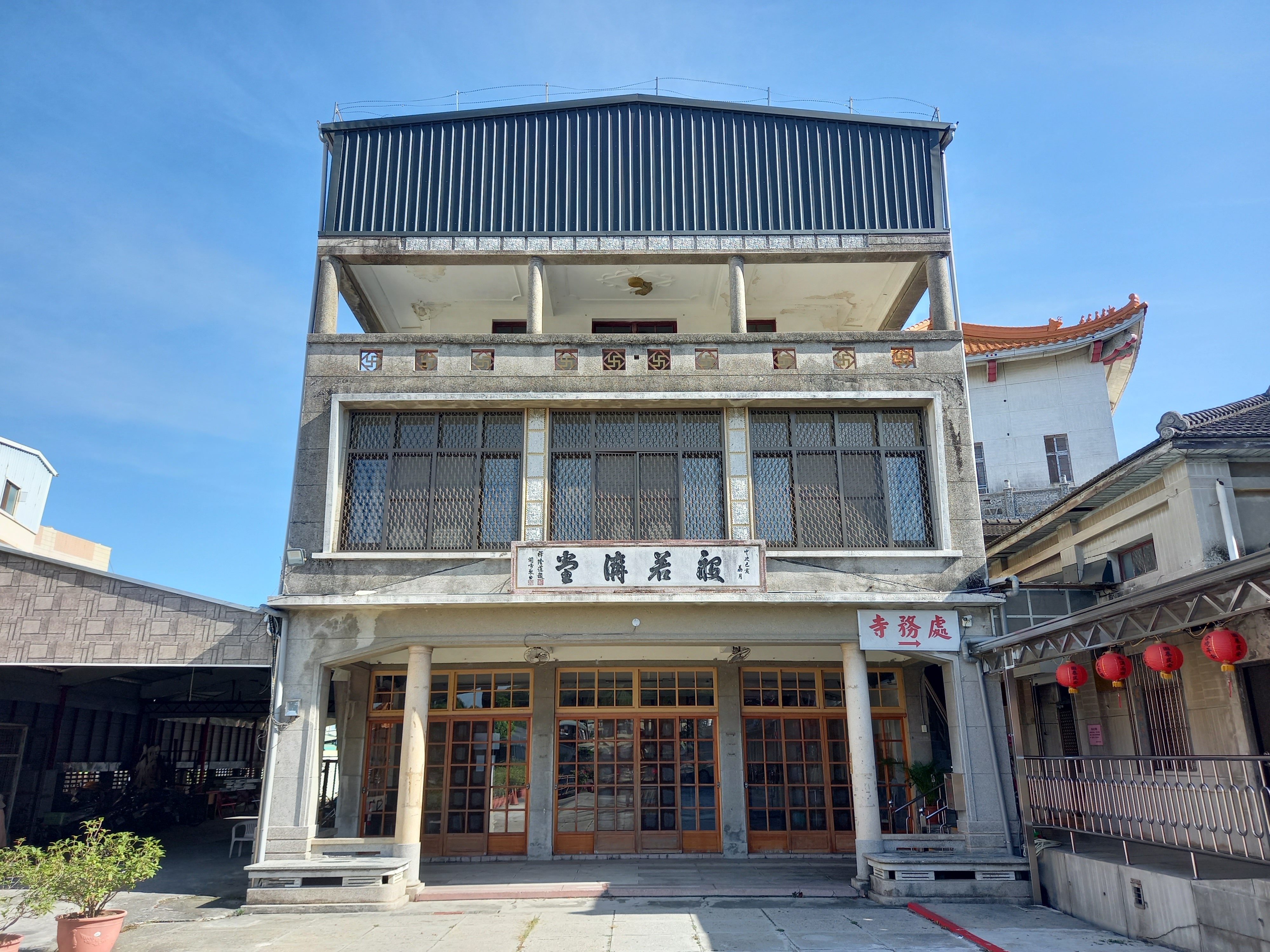
般若講堂
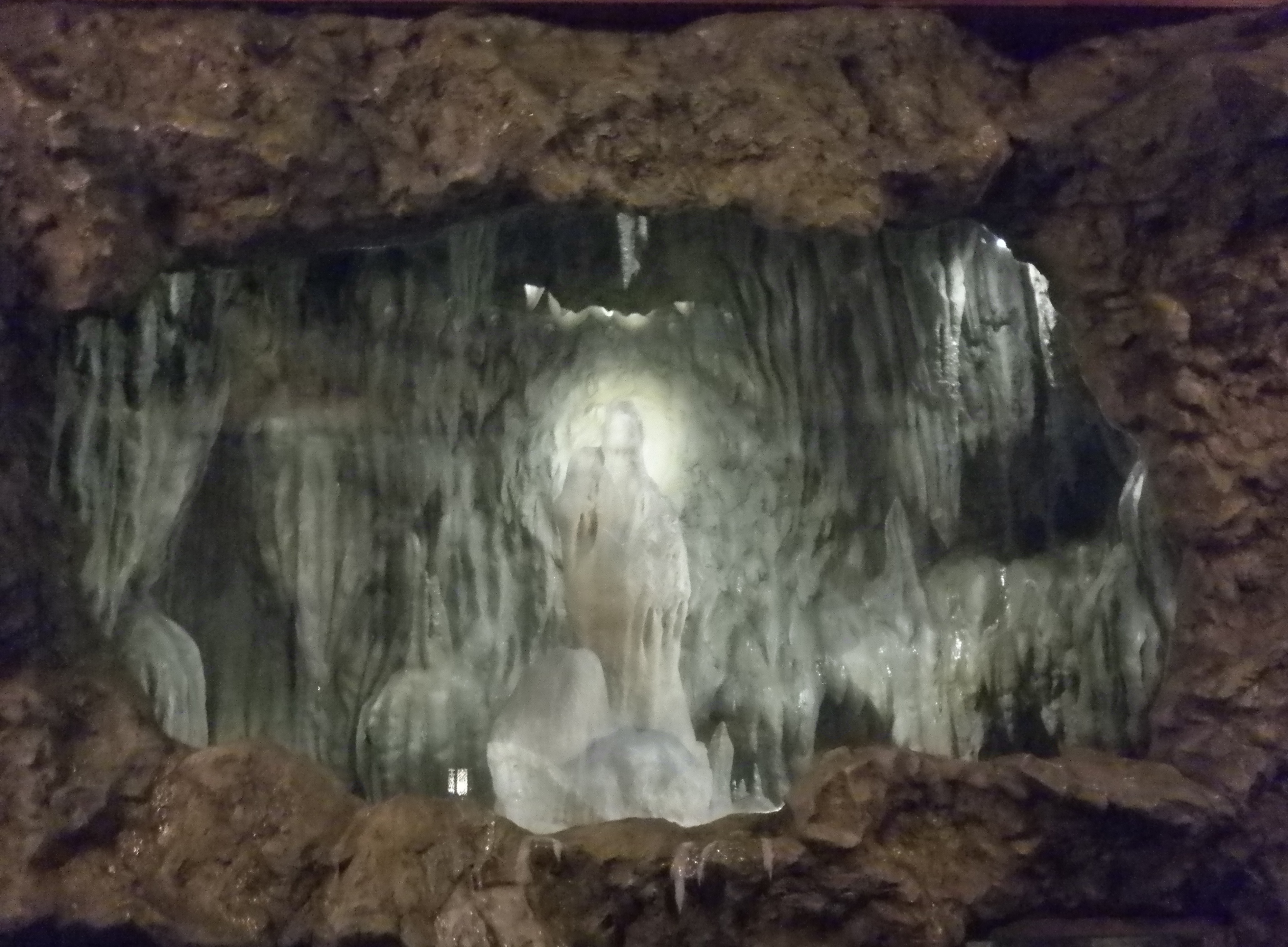
圓通寶殿鐘乳石送子觀音像
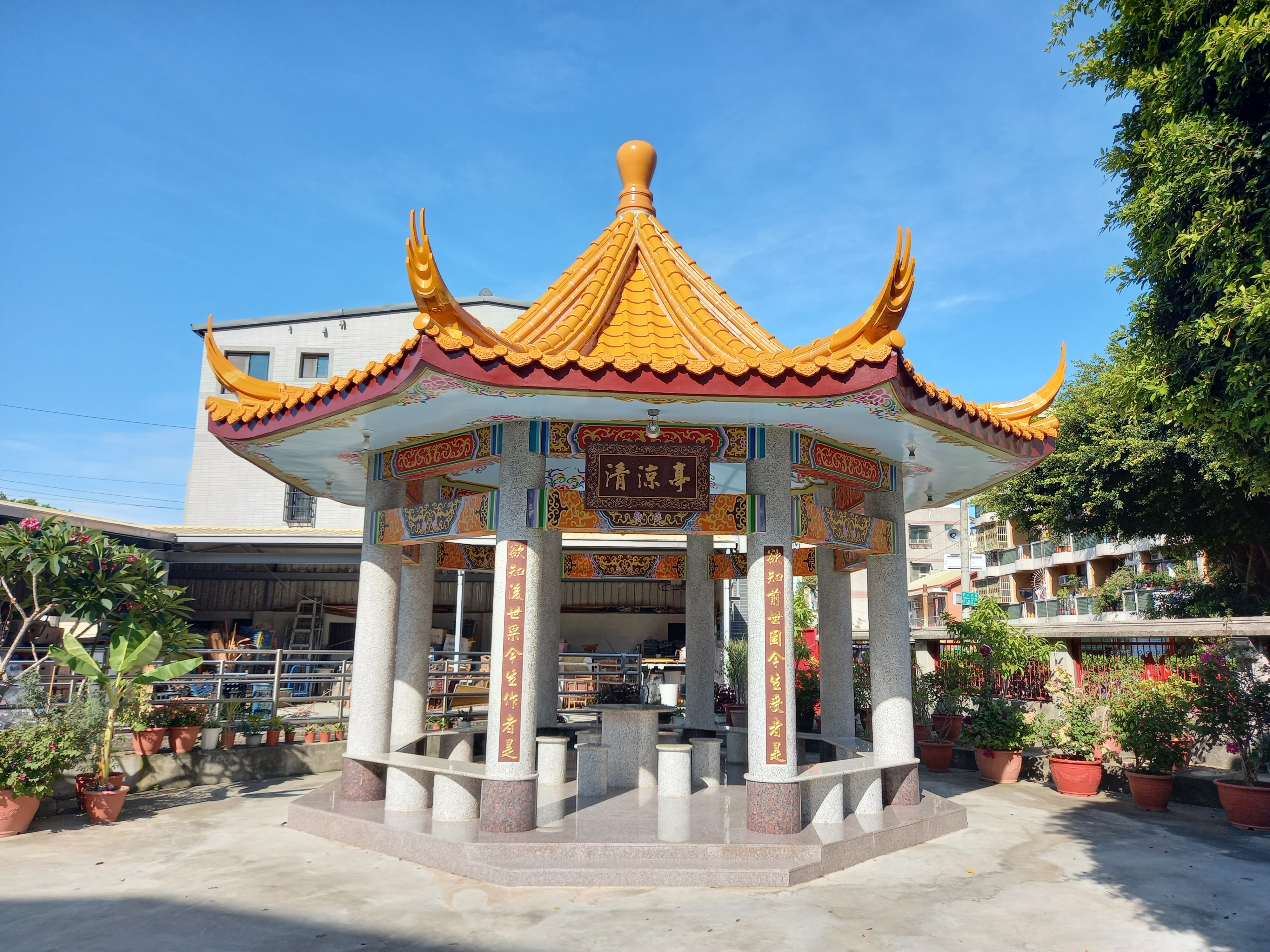
清涼亭